# Мьяж (озеро)
Мьяж (фр. Lac du Miage, итал. Lago del Miage) — озеро в итальянском регионе Валле-д’Аоста. Площадь поверхности озера — 3,6 га. Высота над уровнем моря — 2020 м. В восточной части озера глубина вод превышает 30 м.
Озеро находится в долине Валь-Вени (фр. val Vény) в массиве Монблан на территории коммуны Курмайёр у нижней части ледника Мьяж, третьего по величине ледника Италии. Мьяж ограничено ледниковыми моренами с юга и краем ледника с севера, представляющим собой обрыв высотой 30 м. Котловина озера состоит из четырёх понижений.
Мьяж расположен всего в нескольких минутах ходьбы по тропе, идущей от дороги в Валь-Вени, поэтому озеро популярно среди любителей треккинга.
На протяжении нескольких столетий наблюдается отслоение и сход льда со скалы в озеро. Падение кусков льда может вызвать волны высотой до двух метров. В 1996 году 11 туристов пострадали от падения в воду большой ледяной глыбы..
В конце XIX века произошло внезапное снижение уровня воды. В начале сентября 2004 года наблюдалось резкое снижение уровня воды, в ходе которого озеро потеряло 320 тыс. м³ воды и разделилось на отдельные части. В 2012—2015 годах произошло наибольшее обмеление, вода отсутствовала у скалы, с которой обычно падает лёд. Однако, с 2018 года уровень вновь повысился.

## Галерея

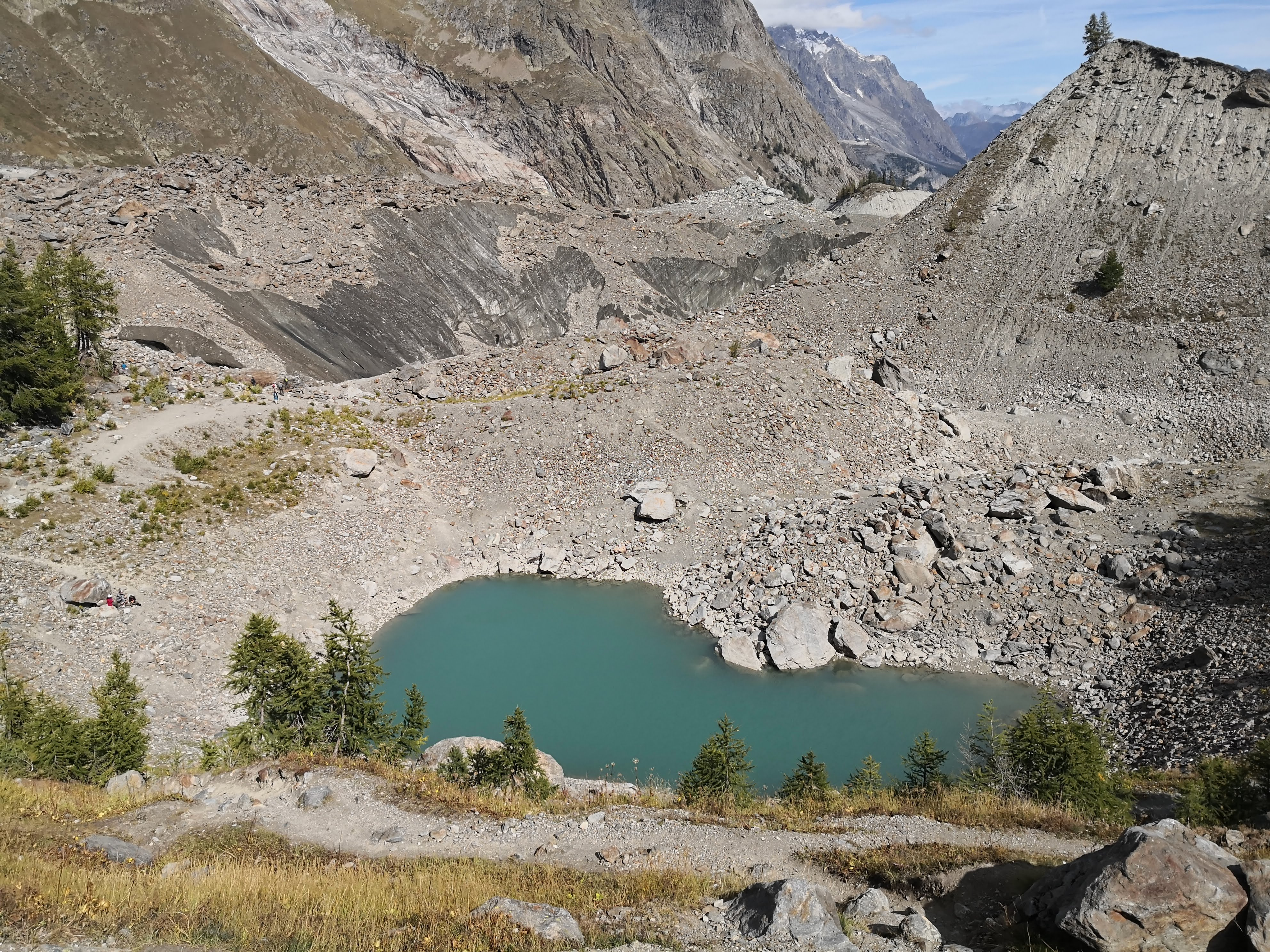
Озеро в сентябре 2019 года
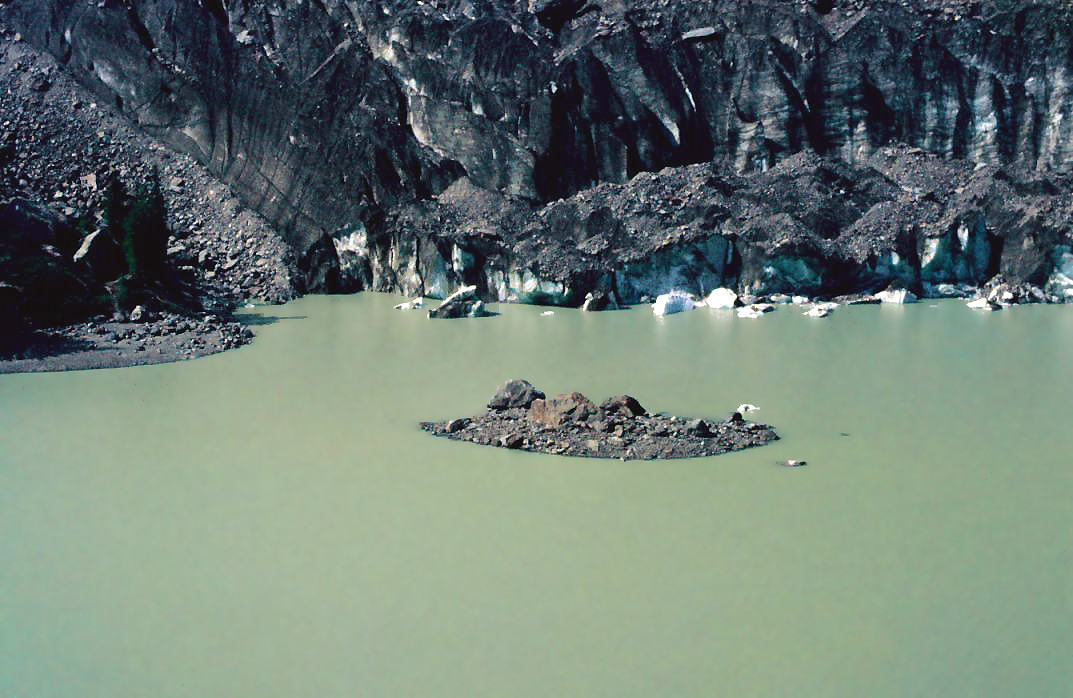
Край ледника Мьяж, спускающийся к озеру (1983 год)
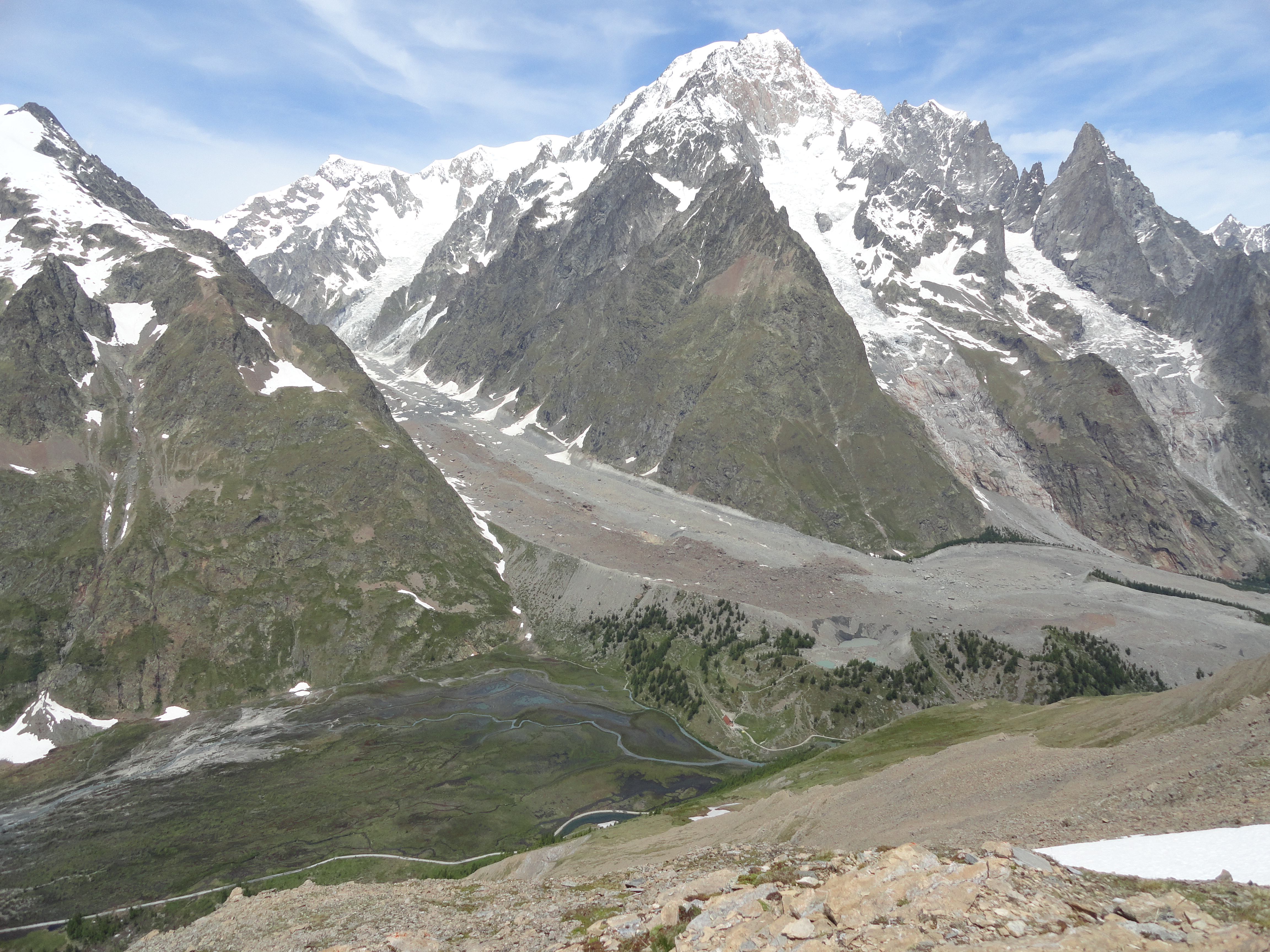
Вид на гору Монблан (2012 год). В центральной части фотографии виден ледник Мьяж, в нижней части которого видно озеро Мьяж
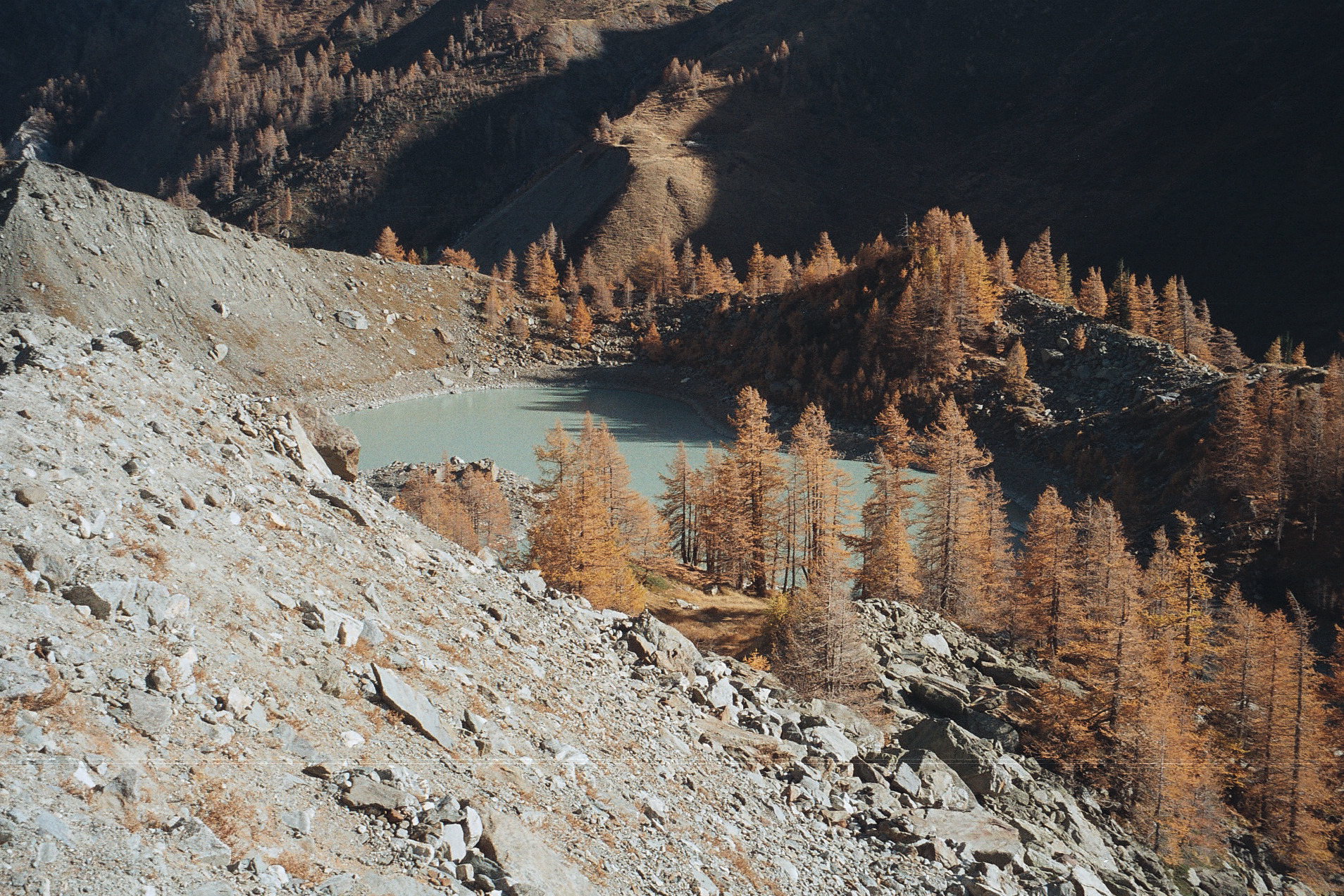
Озеро в октябре 2008 года